# Austromorium hetericki
Austromorium hetericki  (лат.) — вид мелких муравьёв рода Austromorium из подсемейства мирмицины. Эндемики Австралии (штат Западная Австралия).

## Распространение
Австралия, штат Западная Австралия.

## Описание
Мелкие муравьи длиной около 3 мм, буровато-чёрного цвета: голова, грудь и ноги от красноватого до красновато-чёрного, брюшко почти чёрное (тело крупнее и темнее, чем у близкого вида Austromorium flavigaster). Усики 12-члениковые, булава 3-члениковая. Длина головы (HL) 1,41-1,44 мм, ширина головы (HW) 1,35-1,40 мм. Жвалы треугольные, с 4-5 зубцами. Нижнечелюстные щупики 2-члениковые, нижнегубные щупики состоят из 2 сегментов. Глаз состоят из 8-18 омматидиев в наибольшем диаметре. Заднегрудка с двумя проподеальными шипиками. Стебелёк между грудкой и брюшком состоит из двух члеников: петиолюса и постпетиолюса (последний четко отделен от брюшка), жало развито, куколки голые (без кокона). Тело грубо скульптированное; жвалы, ноги и брюшко гладкие.
Гнёзда в почве, сборщики падали.
Вид был впервые описан в 2009 году австралийским мирмекологом Стивом Шаттаком (S.O. Shattuck, Австралия) и выделен в отдельный новый род Austromorium, в который также был включён ранее уже известный вид Austromorium flavigaster  (Clark, 1938). Внешне напоминают представителей Lordomyrma (у которых формула щупиков 4,3, 3,3 или 3,2 и 7-9 зубчиков на жвалах), Rogeria и Tetramorium (у которых иное строение клипеуса и более6 зубчиков в мандибулах). Вид назван в честь австралийского энтомолога B. E. Heterick
.